# Marià Ferrandis i Agulló
Marià Ferrandis i Agulló, né à Valence (Espagne) en 1887 et mort à Xirivella en 1924, est un homme politique, journaliste et écrivain valencien de langue catalane. Figurant parmi les pionniers du valencianisme politique, il est membre fondateur de Joventut Valencianista en 1908 et directeur de l'hebdomadaire Pàtria Nova à partir de 1915.
En tant que journaliste, il collabore également notamment aux journaux Las Provincias et La Correspondencia de Valencia.